# Serginho Greene

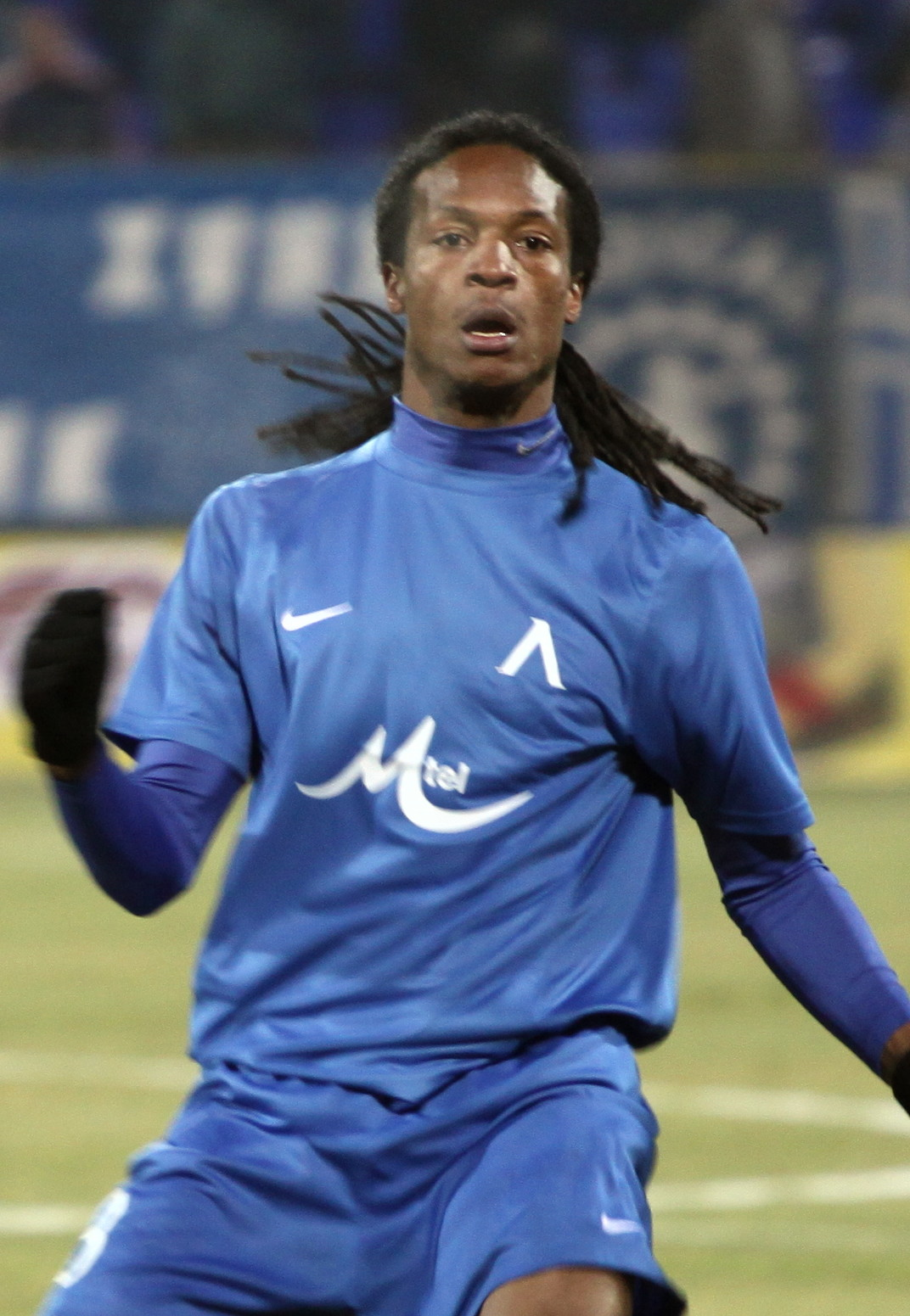
Greene bij Levski Sofia

Serginho Greene (Amsterdam, 24 juni 1982) is een Nederlands voormalig betaald voetballer die bij voorkeur in de verdediging speelt.

## Clubvoetbal
Greene groeide op in Amsterdam-Zuidoost, waar hij regelmatig met zijn buurtgenoten aan pleintjesvoetbal deed. Op zesjarige leeftijd werd Greene door zijn vader ingeschreven bij de voetbalvereniging FC Abcoude, waar hij op z'n twaalfde werd ontdekt door Ajax en overstapte naar de jeugdopleiding van Ajax. Eenmaal in de Ajax A1 kreeg Greene de mededeling dat hij te goed was voor het tweede, maar er weinig toekomst voor hem was in het eerste elftal. Hierop werd hij verhuurd aan Haarlem.
In 2002 werd Greene aangetrokken door RKC Waalwijk waar hij als centrale rechterverdediger speelde. Zijn voormalige trainer bij RKC, Erwin Koeman, haalde hem over bij Feyenoord te tekenen. Vanaf het seizoen 2005-'06 speelde hij als verdediger bij Feyenoord, aanvankelijk op dezelfde positie als voorheen, maar na de komst van Ron Vlaar verschoof hij naar de rechtsbackpositie. Op 11 maart 2007 scheurde Greene in de wedstrijd tegen AZ zijn voorste kruisband af. Het was de eerste zware blessure in zijn carrière, waar zes tot negen maanden herstel voor staat. Na nog enkele jaren bij de Rotterdamse volksclub bestaande uit sportieve tegenslagen en weinig financiële middelen, won Greene met Feyenoord in 2008 de KNVB beker. Deze werd behaald door in de finale met 2-0 van Roda JC te winnen.
Na het seizoen 2008-2009 maakte Feyenoord bekend niet verder te gaan met Greene. Op woensdag 4 november maakte Vitesse bekend dat Greene voor de rest van het seizoen 2009-2010 onder contract zou staan bij de Arnhemse voetbalclub. Na afloop van zijn contract bij Vitesse vertrok hij naar Levski Sofia, waar hij voor twee jaar tekende.
In 2012 liep zijn contract af en tekende hij voor twee seizoenen bij FK Vojvodina waarmee hij de eerste Nederlandse speler in de Servische competitie werd. Op 31 januari 2013 besloot FK Vojvodina om Greene 6 maanden uit te lenen aan het Cypriotische AEK Larnaca. Die club nam hem daarna definitief over. In januari 2015 ging hij naar Othellos Athienou. In september 2015 ging hij voor Delhi Dynamos in de Indian Super League spelen. Op 3 maart 2016 tekende hij een contract tot het einde van het seizoen 2015/16 bij FC Dordrecht. Op 29 april 2016 tekende hij voor het seizoen 2016/2017 weer bij RKC Waalwijk. Daar liep zijn contract medio 2018 af. In oktober 2018 maakte hij bekend dat zijn spelersloopbaan geëindigd was.

## Clubstatistieken
| Seizoen | Club              | Competitie          | Duels | Goals |
| ------- | ----------------- | ------------------- | ----- | ----- |
| 2001/02 | HFC Haarlem       | Eerste divisie      | 34    | 1     |
| 2002/03 | RKC Waalwijk      | Eredivisie          | 17    | 0     |
| 2003/04 | RKC Waalwijk      | Eredivisie          | 34    | 3     |
| 2004/05 | RKC Waalwijk      | Eredivisie          | 31    | 0     |
| 2005/06 | Feyenoord         | Eredivisie          | 32    | 1     |
| 2006/07 | Feyenoord         | Eredivisie          | 22    | 0     |
| 2007/08 | Feyenoord         | Eredivisie          | 22    | 0     |
| 2008/09 | Feyenoord         | Eredivisie          | 9     | 0     |
| 2009/10 | Vitesse           | Eredivisie          | 18    | 2     |
| 2010/11 | Levski Sofia      | A Grupa             | 24    | 1     |
| 2011/12 | Levski Sofia      | A Grupa             | 18    | 0     |
| 2012/13 | FK Vojvodina      | Superliga           | 7     | 0     |
| 2012/13 | AEK Larnaca       | A Divizion          | 10    | 0     |
| 2013/14 | AEK Larnaca       | A Divizion          | 15    | 1     |
| 2014/15 | AEK Larnaca       | A Divizion          | 6     | 0     |
| 2014/15 | Othellos Athienou | A Divizion          | 14    | 1     |
| 2014/15 | Delhi Dynamos     | Indian Super League | 4     | 1     |
| 2015/16 | FC Dordrecht      | Eerste divisie      | 8     | 0     |
| 2016/17 | RKC Waalwijk      | Eerste divisie      | 34    | 3     |
| 2017/18 | RKC Waalwijk      | Eerste divisie      | 16    | 4     |
| Totaal  | Totaal            | Totaal              | 375   | 18    |

## Erelijst
- KNVB beker: 2008 (Feyenoord)